# Senofonte Efesio
Senofonte Efesio (in greco antico: Ξενοφῶν ὁ Εφέσιος?, Xenophôn ho Ephésios; Efeso, II secolo – III secolo) è stato uno scrittore greco antico.

## Biografia
Le informazioni relative alla sua vita sono quasi inesistenti. Alcuni elementi sono dedotti da citazioni contenute nei suoi scritti: ad esempio, la mancanza di qualsiasi accenno all'incendio e saccheggio dell'Artemision di Efeso da parte dei Goti nel 263, permette di collocare la sua opera prima di quella data.

## Abrocome e Anzia
A Senofonte Efesio è attribuito il romanzo chiamato Efesiache (Ἐφεσιακά: "Racconti efesiaci" o "Storie efesiache"), ovvero Τὰ κατὰ Ἀνθίαν καὶ Ἁβροκόμην ("Le storie di Anzia e Abrocome"). Il romanzo, secondo la testimonianza del lessico Suda, sarebbe stato costituito da 10 libri, mentre la redazione attuale è formata da soli 5 libri; questo e altri indizi (come alcuni passaggi oscuri e lo stile poco curato) fanno pensare che quella a noi giunta sia solo un'epitome del testo originale.

### Trama
Abrocome di Efeso, orgoglioso della sua bellezza (come Ippolito) disprezza Eros, il quale, per vendicarsi, lo fa innamorare della bellissima Anzia. I due si consumano di passione e i genitori, preoccupati per la situazione, consultano l'oracolo, il cui responso è chiaro: i due ragazzi si devono sposare, ma una miriade di pericoli li attende al di là del mare. Le nozze, infatti, culminano nel viaggio ad Efeso, dove vengono catturati dai pirati, separati e venduti come schiavi.
Il romanzo è la descrizione delle avventure parallele dei due protagonisti: Anzia viene imprigionata in una grotta e provocata da un brigante che tenta di violentarla. Lei lo uccide e i pirati la rinchiudono in una cisterna con due cani affamati, ma il bandito che deve sorvegliarla, innamorato di lei, nutre i cani per placarli.
Abrocome, intanto, viene corteggiato da una donna sposata senza successo: è allora crocifisso vicino alle sponde del Nilo e, sulla croce, chiede agli dei del fiume la salvezza. Una folata di vento fa cadere la croce nel Nilo, dove i coccodrilli miracolosamente lo lasciano illeso.
Dopo alterne vicende, i due si rincontrano e si sposano.

### Analisi critica
Le vicende dei due innamorati, Abrocome e Anzia, che superano una serie di disavventure prima di riuscire a ritrovarsi, ricordano quella di altri romanzi erotici greci. A differenza di altri autori, Senofonte Efesio ambienta le sue vicende ai suoi tempi e nel familiare Mediterraneo.
Lo stile è semplice e la psicologia dei personaggi superficiale, anche se ciò potrebbe anche essere imputato alla schematicità di molti punti, evidentemente riassunti da un epitomatore, come dimostrabile dalla prevalenza dei costrutti paratattici su quelli ipotattici.

### Tradizione e fortuna
Il romanzo di Senofonte Efesio, così come quello di Caritone di Afrodisia, è trasmesso da un unico manoscritto, il manoscritto Firenze, Biblioteca Medicea Laurenziana, Conventi Soppressi 627 [XIII secolo], ff. 70v-79 (normalmente indicato in sigla con F). L'editio princeps fu pubblicata a Londra da A. Cocchi nel 1726, in netto ritardo rispetto ad Eliodoro di Emesa (Basel 1534), Achille Tazio (Heidelberg 1601) e Longo Sofista (Firenze 1598); l'unico romanziere greco pubblicato per la prima volta dopo Senofonte fu lo stesso Caritone (Amsterdam 1750). Già dal 1723, comunque, circolava la traduzione italiana di Anton Maria Salvini.

### Edizioni
- Xénophon d’Éphèse, Les Éphésiaques ou Le Roman d’Habrocomès et d’Anthia, texte établi et traduit par G. Dalmeyda, Paris, Les Belles Lettres, 1926 («Collection des Universités de France. Série Grecque» 35).
- Xenophon Ephesius, Ephesiacorum libri V. De amoribus Anthiae et Abrocomae, edidit Athanasios D. Papanikolau, Lipsiae, in aedibus B. G. Teubner, 1973 («Biblioteca Teubneriana»).
- Xenophon Ephesius, De Anthia et Habrocome Ephesiacorum libri V, ed. James N. O'Sullivan, Monachii et Lipsiae, in aedibus K. G. Saur, 2005 («Biblioteca Teubneriana»).

#### Traduzioni italiane
- Il romanzo classico, a cura di Quintino Cataudella, Roma, Casini, 1958.
- Renzo Nuti in Il romanzo antico greco e latino, a cura di Quintino Cataudella, Firenze, Sansoni, 1981.
- Storie d'amore antiche, a cura di Luciano Canfora, Bari, Dedalo, 1987 («Storia e civiltà» 19).
- Romanzi greci. Caritone d'Afrodisia, Senofonte Efesio, Longo Sofista, a cura di Alberto Borgogno, Torino, UTET, 2005 («Classici greci»).